# Comment j'ai passé cet été
Pour plus de détails, voir Fiche technique et Distribution.
Comment j'ai passé cet été (en russe : Как я провёл это лето, Kak ia proviol eto leto) est un film russe réalisé par Alekseï Popogrebski, sorti en 2010
Le film a été présenté lors de la Berlinale 2010.

## Synopsis
Le film se déroule sur une île imaginaire, dénommée Aartchym.
Deux personnes travaillent sur cette île dans une station de recherche polaire : le chef de la station, Sergueï (Sergueï Puskepalis), et le stagiaire Pavel (Grigori Dobryguine) qui n'a que trois mois d'expérience. Le terme arrive à sa fin pour Sergueï, qui attend son retour au pays où il n'a plus mis les pieds depuis longtemps et où l'attendent sa femme et son fils. Pavel passe son temps à prendre les relevés météo et à des jeux vidéo. Leur seul lien avec l'extérieur est la radio qui permet de communiquer avec la base principale.
Un jour, Sergueï va pêcher du poisson salvelinus en bateau, en demandant à Pavel de ne pas signaler cela à la base principale. En son absence, un message de la centrale parvient à Pavel, qui signale un accident survenu à la femme et au fils de Sergueï. Sergueï, quant à lui, découvre à son retour, que Pavel n'a pas suivi les renseignements météo sur les appareils mêmes, mais a simplement fait confiance aux mesures informatiques. Devant Sergueï mis en colère par ce comportement négligent, Pavel n'ose pas lui signaler l'accident  survenu à sa famille. Il commence même à s'arranger pour que Sergueï ne l'apprenne pas par radio.
Ignorant toujours les nouvelles de sa famille, Sergueï repart à la pèche. Pendant son absence, Pavel reçoit des informations sur l'arrivée de l'hélicoptère que la base centrale leur envoie. Il rassemble ses affaires et se rend seul au point d'atterrissage. En chemin il croise un ours qui commence à le poursuivre. En se sauvant, pris de panique, Pavel tombe d'une falaise dans la mer. En revenant de sa pèche, Sergueï croise Pavel et le sauve. Pavel décide alors de lui révéler la vérité sur sa famille. Sergueï écoute ces nouvelles en silence. Pavel inconsciemment prend peur et attend une réaction humaine à son comportement stupide. Au point qu'il finit par tirer sur Sergueï. Celui-ci tire aussi plusieurs coups de fusil vers Pavel pour l'effrayer. Pavel s'enfuit dans un autre partie de l'île, où il trouve une vieille baraque abandonnée. Sergueï le poursuit avec son arme. Pavel ne sait plus où aller. En cherchant un endroit pour se réchauffer, il arrive à la station où se trouve le GTR. Il se souvient y avoir reçu une dose de radiation importante lorsqu'il contrôlait l'appareil. Désespéré, il décide de se venger et trouve à la station des poissons péchés par Sergueï. Il les soumet à des radiations et Sergueï mange ces poissons sans savoir le traitement que leur a fait subir Pavel. Apercevant Pavel à l'extérieur, Sergueï l'invite à rentrer. Sergueï lui avoue avoir contaminé les poissons. Quand arrive la fin de leur terme et que la bateau vient les chercher, Pavel demande à Sergueï de se faire soigner sur le continent. Ce dernier refuse et demande même de ne rien dire à personne concernant cet incident. Pavel quitte l'île et retourne avec le bateau. Sergueï retourne seul à la station.

## Tournage
Le film est tourné durant trois mois d'été sur la péninsule Tchouktche, à la station arctique Valkarkajа (raïon Tchaounski, district de Tchoukotka), à l'exception de quelques scènes, qui ont été tournées à la station brumeuse de Cap Shelagsky, qui est la plus septentrionale du Tchoukotka. Non loin de la station Valkarkaja, subsiste aujourd'hui un radar abandonné  de la compagnie Voyska PVO (c'est à ce radar que le personnage de Gregori se suspend pour tourner avec l'appareil). Pour les besoins du tournage une carte géographique île Aartchym a été réalisée.
 Aartchym est l'indicatif radio des héros du film La Fée et est un indicatif qui existe réellement pour la ville de Pevek. Les acteurs l'ont utilisé et, à plusieurs reprises, ils ont communiqué avec les services  météo, un peu étonnés de les retrouver sur les ondes.
Le tournage a duré trois mois, c'est le temps imaginé pour l'action du film. La plus longue scène a duré 23 heures, c'est-à-dire aussi longtemps que la lumière du soleil le permette. Le soleil ne se couche pratiquement pas en été à cette latitude. La température moyenne a été de + 5°. 
Le film est tourné avec une caméra vidéo, dont la production venait de commencer avant le film. C'est le premier long-métrage russe réalisé avec ce type de caméra. Deux caméras tout à fait au point avaient été amenées de Paris, expressément pour le film.

## Critiques
Selon l'opinion des critiques allemands le film rappelle les œuvres d'Andreï Tarkovski
,. 
Le critique américain de Variety considère le réalisateur Popogrebski comme un des meilleurs cinéaste russe, surtout pour des films qui peuvent être exportés et qualifie le film lui-même comme « une étude très réussie de la faiblesse humaine ».

## Fiche technique
- Budget: 2 500 000$
- Recettes: 622 644$
- Titre français: Comment j'ai passé cet été
- Titre original: Как я провёл этим летом, Kak ja prowjol eto letom

## Distribution
- Grigori Dobryguine: Pavel
- Sergueï Puskepalis: Sergueï
- Igor Tchernievitch: Sofronov (voix)
- Ilia Sobolev: Volodia (voix)
- Artiom Tsoukanov: Stas (voix)

## Production
- Roman Borissevitch : producteur
- Koktebel : société de production
- Rossiya 1 : chaîne de télévision productrice
- Startfilm : société de production

### Récompenses
- Prix du Syndicat français de la critique de cinéma au Festival international du film d'Arras 2010
- Prix du FIPRESCI au Festival GoEast de Wiesbaden
- Ours d'argent du meilleur acteur pour Grigori Dobryguine et Sergueï Puskepalis à la Berlinale 2010
- Mention spéciale du Jury au Festival international du film de l'Abricot d'or 2010
- Meilleur film au Festival du film de Londres 2010
- Hugo d'or au Festival international du film de Chicago 2010
- Aigle d'or 2011 du meilleur film
- Festival international du film de Dublin 2011 : meilleur réalisateur

### Nominations
- Nika 2010 - nommé pour le meilleur scénario
- Pavel Kostomarov est nommé aux 23e cérémonie du Prix du cinéma européen pour le Meilleur directeur de la photographie